# Pietà (Titiaan)
Pietà is een schilderij van de Italiaanse kunstschilder Titiaan.
Het is gemaakt circa 1575. Het hangt in het museum de Gallerie dell'Accademia van Venetië. 
Het schilderij is in een Maniëristische schilderstijl en beeldt Maria met het dode lichaam van Jezus en Nicodemus uit. Links staat Maria Magdalena.

Jacopo Pesaro, bisschop van Paphos, door paus Alexander VI Borgia voorgesteld aan de heilige Petrus (circa 1503-1512) · Verrezen Christus (1507-1512) · Madonna met kind tussen de heiligen Antonius van Padua en Rochus (circa 1510) · Zigeunermadonna (circa 1510) · Tronende Sint-Marcus met heiligen (circa 1510-11) · De doop van Christus (1511-12) · Portret van de Venetiaanse schilder Giovanni Bellini (circa 1511-12) · Sacra conversazione van Balbi (ca. 1512-1514) · Noli me tangere (circa 1514) · Flora (circa 1515) · Maria-Tenhemelopneming (circa 1516-18) · Pesaro-Madonna (1519-1526) · Aldobrandini-Madonna (ca. 1530) · Madonna met het konijn (1530) · De presentatie van Maria in de tempel (1534-38) · La Bella (1536-38) · Venus van Urbino (1538) · Johannes de Doper (ca. 1540) · Portret van ambassadeur Gabriel de Luetz d'Aramont (1541-42) · Portret van Clarissa Strozzi (1542) · Ecce Homo (1543) · De ontvoering van Europa (1560-62) · Pietà (circa 1575)